# Issus Aussaguel

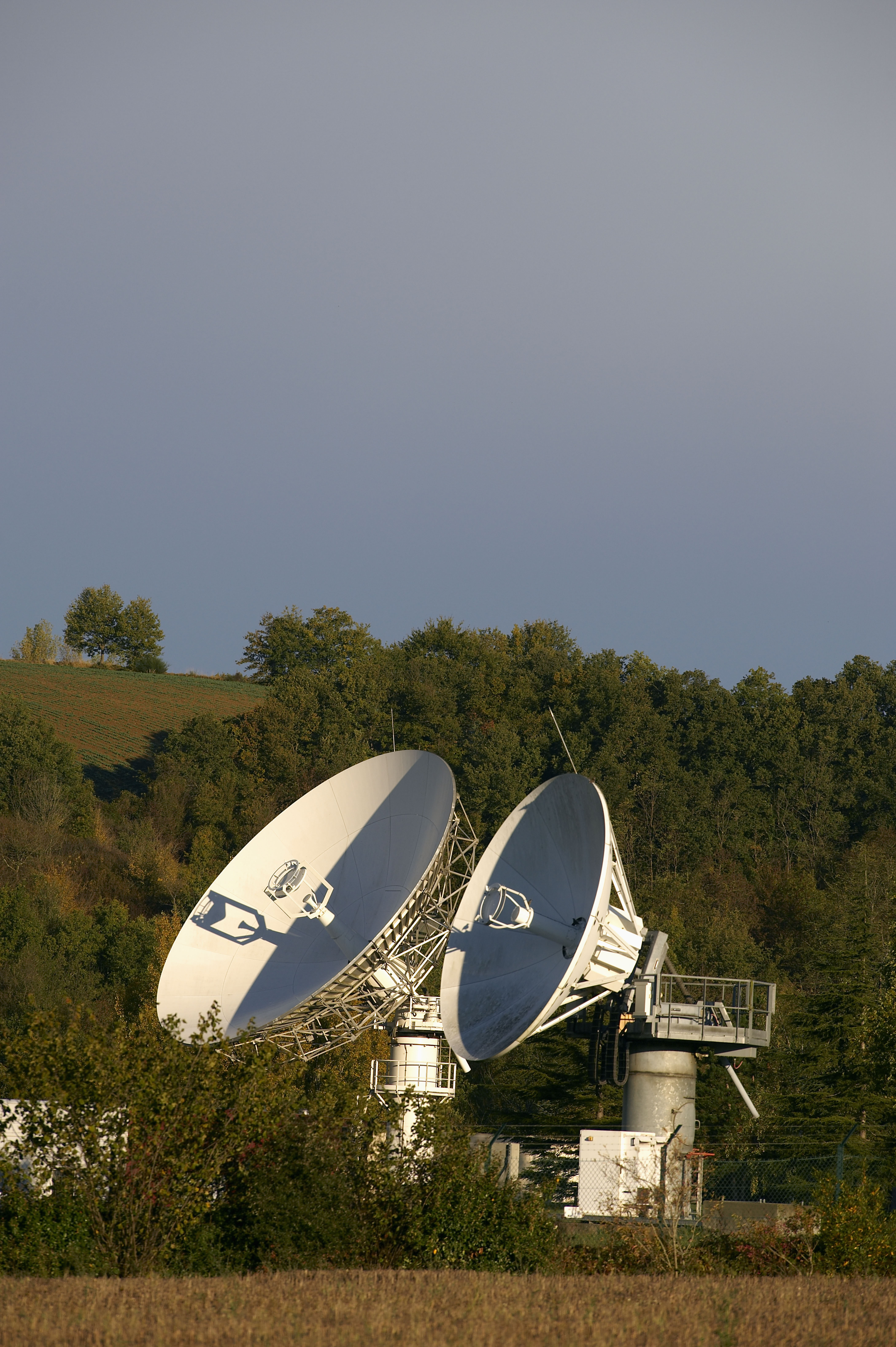
Équipements de réception satellite d'Aussaguel

Le téléport d'Issus-Aussaguel (Centre d'exploitation et de contrôle de satellites d'Aussaguel-Issus) est un centre de télécommunication par satellites. Il est situé au 16 Las Bouzigues sur la commune d'Issus, dans la Haute-Garonne, à la limite avec Venerque, à 20 km au sud de Toulouse.
Le téléport est exploité par 3 entités différentes, le Centre national d'études spatiales (CNES), Marlink et Globalstar. Ces deux derniers offrant des services de télécommunication par satellite, tandis que le CNES exploite des moyens de maintien à poste.
En Novembre 2019, 12 antennes étaient présentes sur le site, dont 9 en service.